# Drepanolejeunea cutervoensis
Drepanolejeunea cutervoensis là một loài Rêu trong họ Lejeuneaceae. Loài này được (Loitl.) Grolle mô tả khoa học đầu tiên năm 1991.